# Síndrome de activación mastocitaria

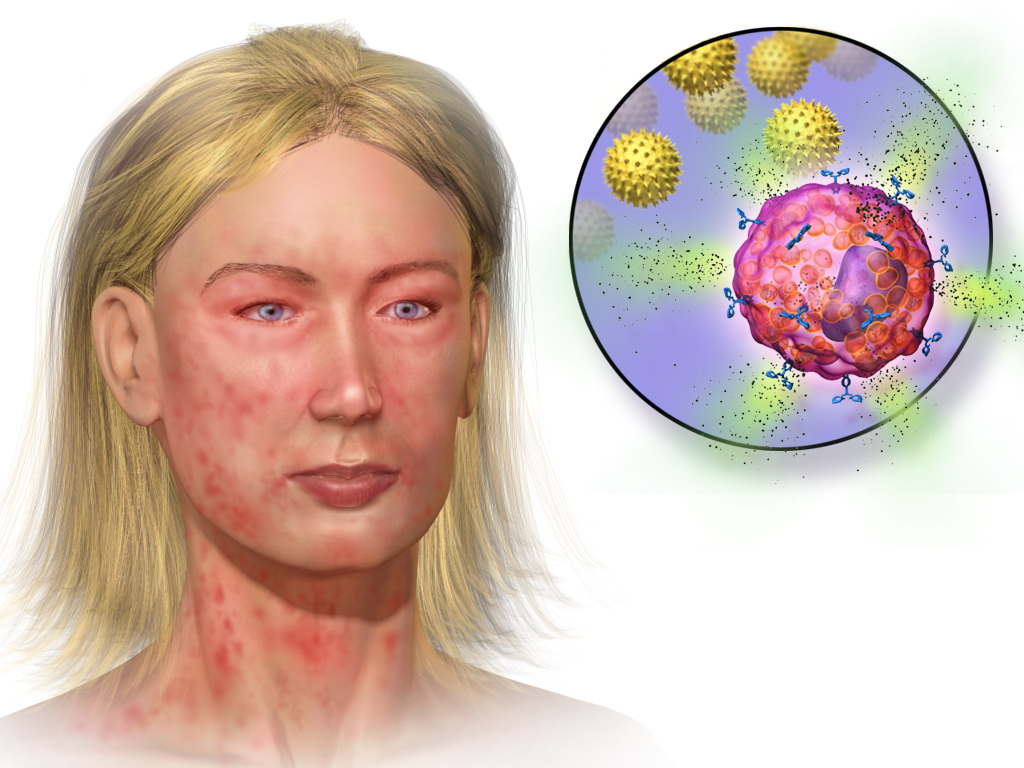
Activación mastocitaria y anafilaxia.

El Síndrome de activación mastocitaria, o MCAS (Mast cell activation syndrome) por sus siglas en inglés, es un tipo de trastorno mastocitario (MCAD), una enfermedad inmunológica en la que los mastocitos secretan mediadores químicos en exceso y de manera inadecuada, dando como resultado una variada panoplia de síntomas crónicos entre los que se cuentan la anafilaxia y el choque anafiláctico. Los síntomas primarios abarcan desde problemas gastrointestinales, cardiovasculares, dermatológicos y respiratorios hasta neurológicos.
A diferencia de la mastocitosis, otro tipo de trastorno mastocitario en el que los pacientes presentan un aumento anormal en el número de mastocitos, los pacientes de MCAS tienen una cantidad normal de mastocitos que no funcionan correctamente y que vagamente se definen como "hiperreactivos". El Síndrome de activación mastocitaria es todavía una enfermedad deficientemente conocida, pero que en la actualidad está siendo objeto de abundante investigación.
A menudo los pacientes de EDS (Síndrome de Ehlers-Danlos) y de POTS (Síndrome de taquicardia ortostática postural) presentan MCAS. También aparece en subgrupos de pacientes con CVID (Common variable immunodeficiency).

## Síntomas
El MCAS es una afección multisistémica que se presenta en forma de inflamación. Los síntomas generalmente van y vienen a lo largo del tiempo, variando en severidad y duración. Muchos de los síntomas coinciden con los de la mastocitosis, puesto que ambos trastornos son consecuencia el exceso de mediadores secretados por los mastocitos, y muchos de esos síntomas presentan características, como la anafilaxia idiopática recurrente, que se solapan, aunque hay síntomas específicos que distinguen ambos trastornos, como la urticaria y el angioedema.